# Dabakala (département)
Pour l’article homonyme, voir Dabakala.
Dabakala est un département de Côte d'Ivoire, dans le centre nord du pays, dans la région de la Vallée du Bandama. Il comprend les sous-préfectures de Bouniérédougou, de Bassawa, de Dabakala, de Foumbolo, de Satama,de Sokala-Sobara, de Niéméné de Yaossédougou  et Tendene Bamarasso.

## Végétation
Du nord au sud, la végétation est de type savane arborée à savane boisée, sévèrement dégradée à cause des feux de brousse qui parcourent la zone en saison sèche. Les systèmes de production traditionnels pratiqués dans la région sont des systèmes de culture itinérante avec des périodes de culture de 3 à 5 ans; il n'y a pas de pénurie de terre. Les cultures de base sont l'igname, le mais, l'arachide, la riz et l'anacarde; leur importance relative est différente d'une région à l'autre. Le coton est très présent. Il est cultivé séparément ou en rotation avec les cultures vivrières.

## Démographie
Le département compte environ 150 000 habitants.

## Administration
Le département de Dabakala a été créé  en 1975. Une loi de 1978 a institué 27 communes de plein exercice sur le territoire du pays.  
| Date d'élection | Identité                        | Parti    | Qualité         | Statut |
| --------------- | ------------------------------- | -------- | --------------- | ------ |
| 1980            | Pas de maire                    | PDCI-RDA | Homme politique | élu    |
| 1985            | Mme SANGARE née OUATTARA Assana | PDCI-RDA | Femme politique | élu    |
| 1990            | Mme SANGARE née OUATTARA Assana | PDCI-RDA | Femme politique | élu    |
| 1995            | Gnondia Ouolo OUATTARA          | PDCI-RDA | Homme politique | élu    |
| 2001            | Jean-Louis Eugène Billon        |          | Homme politique | élu    |

## Éducation
Le département compte aussi une Institution de Formation et d'Education Féminine située au chef-lieu, l'un des 90 centres de cette nature existant dans le pays. Cette institution a pour objet de permettre aux femmes analphabètes, aux jeunes filles non scolarisées ou déscolarisées, aux femmes agricultrices de trouver une opportunité pour le développement d'aptitudes nouvelles permettant leur insertion ou leur autonomisation. 

## Ressortissants célèbres
- Aly Coulibaly, Ambassadeur ivoirien en France
- Jean-Louis Billon, né le 8 décembre 1964 à Bouaké, dans le centre de la Côte d'Ivoire, est un dirigeant d’entreprise. Président du groupe Sifca, premier groupe privé du pays, maire indépendant de la ville de Dabakala et président de la Chambre de Commerce et d'Industrie de Côte d'Ivoire, il est connu pour ses prises de positions sur l'environnement économique et sociopolitique en Côte d'Ivoire.
- Pierre Billon(feu) a fondé SIFCA en 1964, année de naissance de son fils Jean-Louis, pour commercialiser du café et des huiles essentielles. Le Groupe s’est ensuite diversifié dans l’agroalimentaire (négoce de cacao, de riz, de caoutchouc…). Entrée en Bourse, partenariat avec Michelin, puis avec les asiatiques Olam et Wilmar… SIFCA s’ouvre désormais à l’international. Le groupe compte 30 000 employés pour un chiffre d’affaires de 511 milliards FCFA en 2015.Considéré comme l'un des bâtisseurs du Dabakala Moderne .Très apprécié de la population locale pour sa grande générosité.